# Tucson, Arizona
Ovo članak o gradu u američkoj saveznoj državi Arizoni. Za članak o automobilu pogledajte Hyundai Tucson.
Tucson je grad u američkoj saveznoj državi Arizoni, te najveći grad i sjedište okruga Pima. Prema popisu stanovništva iz 2000. grad je imao 486,699 stanovnika, a cijeli okrug je ujedno i njegovo metropolitansko područje koje prema istom popisu nastanjuje 843.746 ljudi. Prema procjeni Američkog ureda za popis stanovništva 1. srpnja 2003. grad je bilježio porast stanovništva i imao 507.658 stanovnika. Tucson je najveći grad u južnoj Arizoni i drugi najveći grad te savezne države nakon Phoenixa.
Ime Tucson nastalo je od Chuk Shon, naziva kojeg su području na svom jeziku dali Tohono O'odham indijanci, a znači "crno predgorje", što je referenca pretežno vulkanskim planinama na zapadnoj strani grada.

## Povijest
Područje na kojem se danas nalazi Tucson već su oko 7. tisućljeća prije Krista nastanjivali Paleo indijanci, a kasnije su ih zamijenile grupe koje su arheolozi utvrdili kao Hohokam. Kao takav, Tucson je najduže vremena konstantno naseljena lokacija u SAD-u. Misionar Družbe Isusove Eusebio Kino posjetio je područje 1692., a 1700. je osnovao misiju San Xavier del Bac. 1776. Španjolci su osnovali utvrdu i otad se grad počeo zvati Tucson, a postao je i dijelom Meksika nakon što je on 1821. izborio nezavisnost od Španjolske. 1853. Tucson je postao dio SAD-a, a od kolovoza 1861. do sredine sljedeće godine bio je glavni grad saveznog teritorija Arizone. Do 1863. Tucson je kao i cijela Arizona bio dio teritorija Novog Meksika, a od 1867. do 1889. bio je glavni grad teritorija Arizone. Sveučilište University of Arizona u Tucsonu je osnovano 1885.

## Gradovi prijatelji
Tucson ima ugovore o prijateljstvu i partnerstvu sa sljedećim gradovima:
- Almati, Kazahstan
- Ciudad Obregón, Meksiko
- Liupanšui, Kina
- Pečuh, Mađarska
- Roscommon, Irska
- Segovia, Španjolska
- Sulejmanija, Irak
- Trikala, Grčka

## Vanjske poveznice
- Službene internet stranice grada Tucsona  Arhivirana inačica izvorne stranice od 10. siječnja 1998. (Wayback Machine)
- University of Arizona
- College of Humanities in Arizona